# 夹白二
夹白二 (网罟座α)是南天星座网罟座的一颗恒星，其视星等为3.3 。

## 命名
在中国, 它属于近南极星区的星官夾白 (), 意思是夹着白色的云，白色的云指的是麦哲伦云，它包含两颗恒星，分别是夹白一(剑鱼座θ)和夹白二(网罟座α)。